# Carmine Galante
Carmine Galante, beter bekend onder het pseudoniem Lilo en Cigar, (New York, 21 februari 1910 – aldaar, 12 juli 1979) was het hoofd van de familie Bonanno, een van de vijf New Yorkse maffiafamilies. Hij was vrijwel nooit te zien zonder een sigaar in zijn mond, daarom kreeg hij de bijnaam "Cigar". 

## Biografie
Galantes criminele carrière startte toen hij elf was, toen hij een jeugdbende vormde in de Lower East Side in het New Yorkse stadsdeel New York. Als tiener kwam Galante met de maffia in aanraking tijdens de drooglegging, om aan het eind van het decennium de leider te zijn. In 1930 werd Galante, met nog een aantal anderen, gepakt door de New Yorkse politieagent Joseph Meenahan, toen zij een vrachtwagen probeerden te overvallen in The Bronx. Galante verwondde Meenahan aan zijn been, en een zesjarig meisje werd geraakt door een verdwaalde kogel. Alhoewel beide personen het overleefden, werd Galante veroordeeld tot 12½ jaar.
In 1939 werd Galante voorwaardelijk vrijgelaten, en in 1940 was hij huurmoordenaar in dienst van Vito Genovese, een van de machtigste maffiabazen in New York. Galante werkte zich op van chauffeur van de baas van de familie Bonanno, Joseph Bonanno, tot onderbaas van de organisatie.
De toename van Galantes macht werd tijdelijk onderbroken in 1962, toen hij werd veroordeeld tot 20 jaar voor drugshandel. Toen Joseph Bonanno met pensioen ging, nam Phillip Rastelli het over. In 1972 werd Galante voorwaardelijk vrijgelaten en hij werd onderbaas toen Rastelli in 1974 de gevangenis in moest.
In de jaren zeventig werd Galante verdacht van de moorden op minimaal acht leden van de familie Gambino, met de bedoeling een gigantische drugshandel over te nemen. In 1978 werd Galante in de gevangenis gezet vanwege het samenwerken met bekende criminelen tijdens zijn voorwaardelijke vrijlating. Hij werd vrijgelaten nadat hij verdedigd was door de bekende maffia-advocaat Roy Cohn.
Op 12 juli 1979 werd Carmine Galante vermoord tijdens zijn lunch in een restaurant in Bushwick, een buurt in Brooklyn. Met zijn sigaar in de mond werd Galante van dichtbij met een jachtgeweer doodgeschoten. Er wordt gedacht dat zijn moord was geregeld door de hoofden van de andere maffiafamilies in New York, omdat zij vonden dat Galantes hebzucht een bedreigend niveau voor hun zaken had bereikt. Hij zou dubbel spel hebben gespeeld door in het geheim een nieuwe 'gang' te hebben gebouwd om het heroïne monopolie naar zich toe te trekken. Ook is het mogelijk dat Phillip Rastelli bij de moord betrokken was, omdat hij de nieuwe baas van de familie Bonanno werd toen Galante weg was. 
Galantes moordenaar was de 23 jaar oude Anthony "Bruno" Indelicato, die echter pas in 1986 werd veroordeeld voor de moord. Hij werd veroordeeld tot 12 jaar. 
In 1999 vermoordde Galantes moordenaar ook zijn 23 jaar oude neef (die ook Carmine heette), een student, tijdens een ruzie en kreeg daar 18 jaar voor.